# Barughutu
Barughutu é uma vila no distrito de Hazaribag, no estado indiano de Jharkhand.

## Demografia
Segundo o censo de 2001, Barughutu tinha uma população de 21 091 habitantes. Os indivíduos do sexo masculino constituem 54% da população e os do sexo feminino 46%. Barughutu tem uma taxa de literacia de 70%, superior à média nacional de 59,5%; com 59% para o sexo masculino e 41% para o sexo feminino. 16% da população está abaixo dos 6 anos de idade.